# Sing It Away
Sing It Away (Cantalo via) è un singolo della cantante finlandese Sandhja, pubblicato il 13 gennaio 2016 attraverso l'etichetta discografica Sony Music Entertainment Finland e incluso nel secondo album della cantante, Freedom Venture. Il brano è stato scritto da Sandhja Kuivalainen, Milos Rosas, Heikki Korhonen, Petri Matara e Markus Savijoki. Per il brano è stato girato un video musicale.

## Partecipazione all'Eurovision
Il 12 gennaio 2016 Sandhja è stata annunciata come una dei 18 artisti che avrebbero partecipato all'edizione del 2016 dell'Uuden Musiikin Kilpailu, il programma di selezione nazionale finlandese per l'Eurovision Song Contest 2016. Dopo essersi piazzata prima nella terza semifinale del 20 febbraio, Sandhja ha cantato Sing It Away alla finale del 27 febbraio, dove ha vinto il voto della giuria con 98 punti, sommati ai 62 del televoto, in cui è arrivata terza. Con 160 punti in totale, la cantante si è aggiudicata la vittoria della competizione e la possibilità di rappresentare la Finlandia all'Eurovision. Sandhja si è esibita per prima nella prima semifinale, che si è tenuta il 10 maggio a Stoccolma, ma non si è qualificata per la finale del 14 maggio. Sandhja è arrivata quindicesima nel televoto con 16 punti e dodicesima nel voto della giuria con 35 punti; in totale ha accumulato 51 punti, piazzandosi quindicesima su diciotto partecipanti.

## Successo commerciale
Sing It Away non è entrata nella top 20 ufficiale finlandese, ma è stata l'ottava canzone più venduta sulle piattaforme digitali finlandesi nella nona settimana del 2016 ed è arrivata quarantasettesima nella classifica radiofonica finlandese.

## Tracce
Download digitale
1. Sing It Away – 3:00 (testo: Sandhja, Petri Matara, Milos Rosas, Markus Savijoki – musica: Sandhja, Milos Rosas, Heikki Korhonen, Petri Matara, Markus Savijoki)